# 리타 헤이워스
리타 헤이워스(영어: Rita Hayworth, 본명 마르가리타 카르멘 칸시노; 스페인어: Margarita Carmen Cansino, 1918년 10월 17일 ~ 1987년 5월 14일)는 미국의 배우, 댄서, 핀업 걸이었다. 1940년대 할리우드 황금기의 최고 스타 중 한 명으로 명성을 얻었으며, 37년간 총 61편의 영화에 출연했다. 언론은 헤이워스가 1940년대의 가장 매력적인 스크린 아이돌이 된 후 그를 묘사하기 위해 "사랑의 여신"(The Love Goddess)이라는 용어를 만들어냈다. 그는 제2차 세계 대전 중 미군들의 최고 핀업 걸이었다.
헤이워스는 글렌 포드와 함께 출연한 1946년 필름 누아르 《길다》에서의 연기로 널리 알려져 있으며, 이 작품에서 첫 번째 주요 극적 역할로 팜 파탈을 연기했다. 그는 또한 《천사만이 날개를 가졌다》(1939년), 《금발미인》(1941년), 《혈과 사》(1941년), 《상하이에서 온 여인》(1947년), 《팔 조이》(1957년), 《애수의 여로》(1958년)에서의 연기로도 알려져 있다. 그와 두 편의 영화 《유윌 네버 겟 리치》(1941년)와 《너무도 아름다운 당신》(1942년)을 만든 프레드 아스테어는 한때 그를 자신이 가장 좋아하는 댄스 파트너라고 불렀다. 그는 또한 진 켈리와 함께 테크니컬러 뮤지컬 《커버걸》(1944년)에 주연으로 출연했다. 그는 미국영화연구소의 조사인 AFI 선정 100대 스타에서 역대 여성 영화배우 상위 25인 중 한 명으로 선정되었다. 영화 산업에 대한 공헌으로 헤이워스는 1960년 바인 스트리트 1645번지의 할리우드 명예의 거리에서 별을 받았다.
1980년, 헤이워스는 조발성 알츠하이머병 진단을 받았으며, 1987년 68세의 나이에 이 병환으로 인해 사망하였다. 그의 질병에 대한 공개적인 폭로와 논의는 알츠하이머병에 대한 관심을 불러일으켰으며, 이 질병 연구를 위한 공적 및 사적 자금 조달 증가에 도움이 되었다.

## 출연작 목록
| 연도 | 제목                   | 원제                                   | 배역                       | 비고 |
| ---- | ---------------------- | -------------------------------------- | -------------------------- | ---- |
| 1935 | 단테의 지옥            | Dante's Inferno                        | 댄서                       |      |
| 1937 |                        | Criminals of the Air                   | 리타 오언스                |      |
| 1937 |                        | Girls Can Play                         | 수 콜린스                  |      |
| 1937 |                        | The Game That Kills                    | 베티 홀랜드                |      |
| 1937 |                        | Paid to Dance                          | 베티 모건                  |      |
| 1937 |                        | The Shadow                             | 메리 길레스피              |      |
| 1938 |                        | Who Killed Gail Preston?               | 게일 프레스턴              |      |
| 1938 |                        | Special Inspector                      | 퍼트리샤 레인              |      |
| 1938 |                        | There's Always a Woman                 | 메리                       |      |
| 1938 |                        | Convicted                              | 제리 휠러                  |      |
| 1938 |                        | Juvenile Court                         | 마샤 애덤스                |      |
| 1938 |                        | The Renegade Ranger                    | 주디스 앨버레즈            |      |
| 1939 |                        | Homicide Bureau                        | J. G. 블리스               |      |
| 1939 |                        | The Lone Wolf Spy Hunt                 | 캐런                       |      |
| 1939 | 천사만이 날개를 가졌다 | Only Angels Have Wings                 | 주디 맥퍼슨                |      |
| 1940 | 내 심혼의 음악         | Music in My Heart                      | 퍼트리샤 오맬리            |      |
| 1940 |                        | Blondie on a Budget                    | 조앤 포레스터              |      |
| 1940 | 수잔과 신              | Susan and God                          | 리어노라 스터브스          |      |
| 1940 |                        | The Lady in Question                   | 내털리 로킨                |      |
| 1940 |                        | Angels Over Broadway                   | 니나 버로나                |      |
| 1941 | 스트로베리 블론디      | The Strawberry Blonde                  | 버지니아 브러시            |      |
| 1941 |                        | Affectionately Yours                   | 아이린 맬컴                |      |
| 1941 | 혈과 사                | Blood and Sand                         | 도냐 솔                    |      |
| 1941 | 춤추는 결혼식          | You'll Never Get Rich                  | 실라 윈스럽                |      |
| 1942 |                        | My Gal Sal                             | 샐리 엘리엇                |      |
| 1942 | 운명의 향연            | Tales of Manhattan                     | 에설 홀러웨이              |      |
| 1942 | 너무도 아름다운 당신   | You Were Never Lovelier                | 마리아 아쿠냐              |      |
| 1944 | 커버걸                 | Cover Girl                             | 러스티 파커 / 메리벨 힉스  |      |
| 1945 | 이 밤을 영원히         | Tonight and Every Night                | 로절린드 브루스            |      |
| 1946 | 길다                   | Gilda                                  | 길다 먼드슨 패럴           |      |
| 1947 |                        | Down to Earth                          | 테르프시코레 / 키티 펜들턴 |      |
| 1947 | 상하이에서 온 여인     | The Lady from Shanghai                 | 엘사 배니스터              |      |
| 1948 | 카르멘의 사랑          | The Loves of Carmen                    | 카르멘                     |      |
| 1952 | 트리니다드 사건        | Affair in Trinidad                     | 크리스 에머리              |      |
| 1953 | 살로메                 | Salome                                 | 살로메 공주                |      |
| 1953 | 비에 젖은 욕정         | Miss Sadie Thompson                    | 세이디 톰슨                |      |
| 1957 | 불꽃은 바다에 지다     | Fire Down Below                        | 이레나                     |      |
| 1957 | 여심                   | Pal Joey                               | 베라 프렌티스심슨          |      |
| 1958 | 애수의 여로            | Separate Tables                        | 앤 섕클런드                |      |
| 1959 | 황야의 탈출            | They Came to Cordura                   | 애들레이드 기어리          |      |
| 1959 |                        | The Story on Page One                  | 조지핀 브라운 / 조 모리스  |      |
| 1961 |                        | The Happy Thieves                      | 이브 루이스                |      |
| 1964 | 지상 최대의 서커스     | Circus World                           | 릴리 알프레도              |      |
| 1965 |                        | The Money Trap                         | 로절리 케니                |      |
| 1966 | 헤로인 커넥션          | The Poppy Is Also a Flower             | 모니크 마코스              |      |
| 1967 |                        | L'avventuriero / The Rover'            | 카테리나                   |      |
| 1968 |                        | I bastardi / The Bastard               | 마사                       |      |
| 1970 |                        | Quando il sole scotta / Road to Salina | 마라                       |      |
| 1970 |                        | The Naked Zoo                          | 골든 부인                  |      |
| 1972 | 신의 분노              | The Wrath of God                       | 세뇨라 데라플라타          |      |